# Полоскун желобчатый
Полоскун желобчатый (лат. Acilius canaliculatus) — вид жуков из семейства плавунцов.

## Описание
Жуки длиной тела от 13,5 до 16 мм. Отличается от другого широко распространенного вида Acilius sulcatus меньшими размерами и двумя чёрными перевязями на переднеспинке. Голова с чёрным пятном в форме буквы М. Задние бёдра жёлтые. Окраска нижней поверхности брюшка изменчива, может быть жёлтой или в разной степени затемнённой. У самок бороздки надкрылий с золотисто-желтыми щетинками. Личинки отличаются более крупной головой, по сравнению с Acilius sulcatus.

## Биология
Вид предпочитает стоячие водоёмы, реже обитает в ручьях и реках. Зимуют жуки в водоемах. В год развивается одно поколение.

## Распространение
Встречается по всей Северной Евразии от Великобритании до Камчатки.